# Sergio Álvarez Díaz
Sergio Álvarez Díaz (Avilés, 23 gennaio 1992) è un calciatore spagnolo, centrocampista dell'Eibar.

## Carriera

### Club
Il suo debutto in campionato con il Gijón arriva il 16 maggio 2010, in una sconfitta per 2-0 contro il Racing Santander.
Ciò lo rese il secondo giocatore più giovane ad aver giocato con il club asturiano in Primera División. Ciò nonostante il record fu battuto nella stessa partita da Juan Muñiz.